# Poeți metafizici

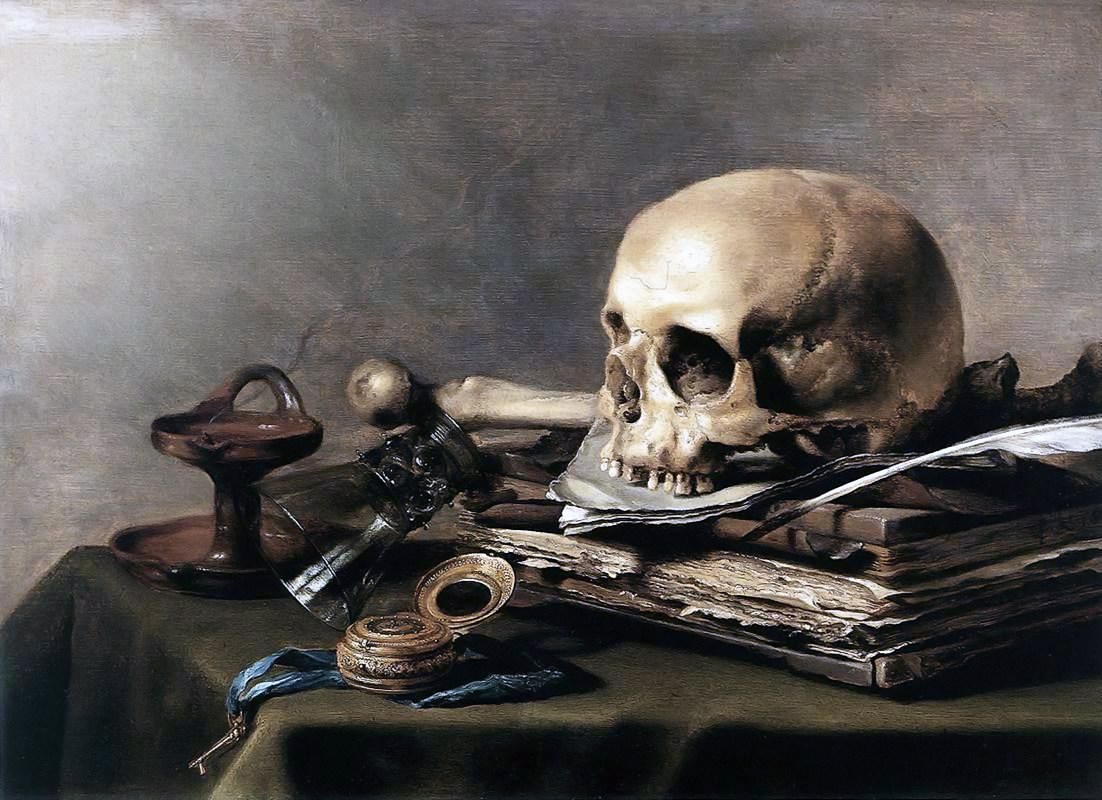
Vanitas Still Life. 1630

Expresia "poeți metafizici" sau "poeții sacrii" este folosită pentru a desemna 
un grup de poeți britanici de formație teologică din secolul al XVII-lea. Această denumire a fost consacrată de Samuel Johnson (n.1709-d.1784) în lucrarea sa "The Lives of the poets".

## Reprezentanți

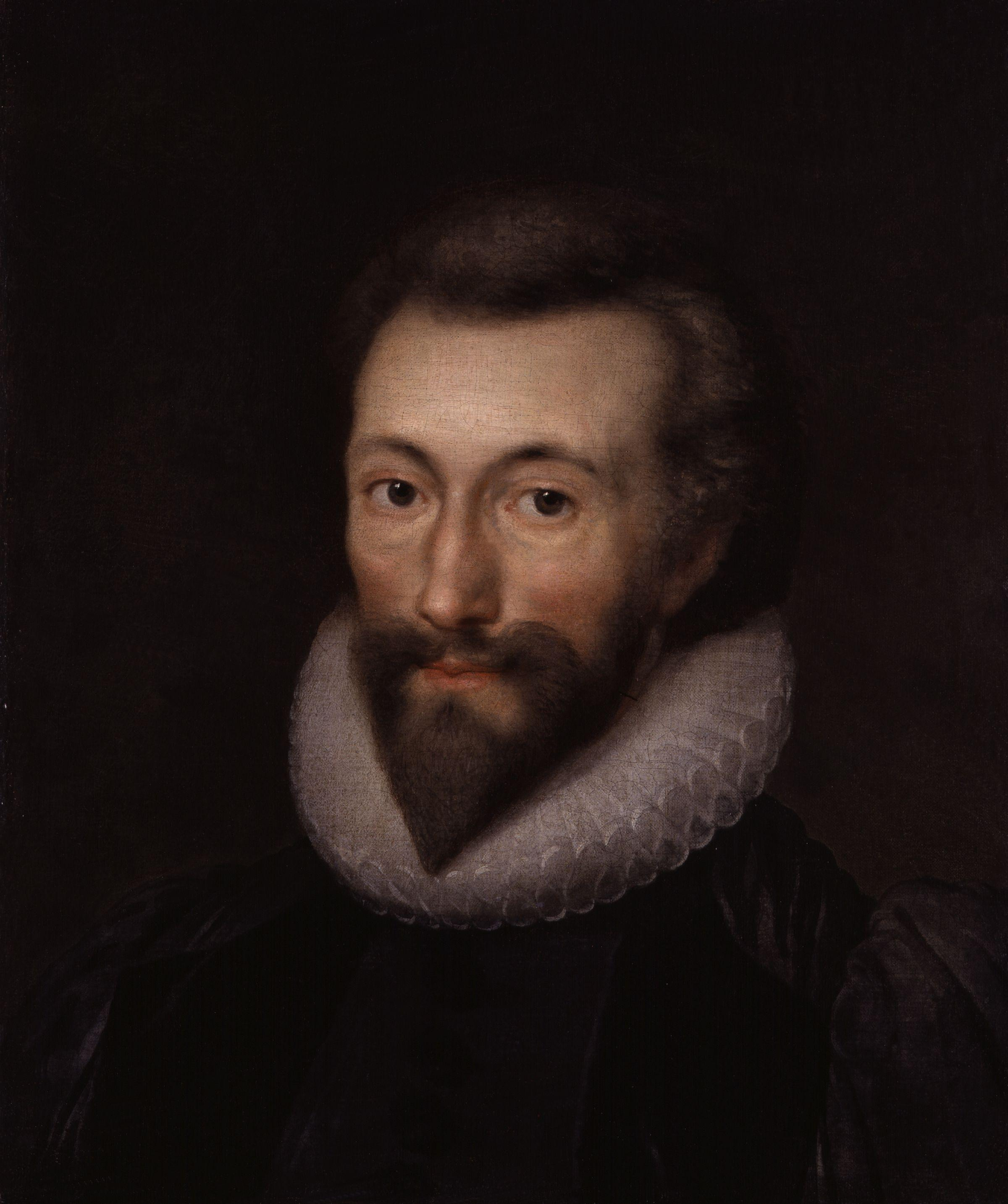
John Donne

Primul reprezentant al poeziei metafizice britanice este John Donne (n.1572-d.1631), 
urmat de George Herbert (poet) (n.1593-d.1633), Henry Vaughan (n.1621-d.1694), Thomas Carew (n.1594-d.1640), Richard Crashaw (n.1613-d.1649), Andrew Marvell (n.1621-d.1678) s.a.

## Stilul poetic
Poezia metafizică se înscrie în genul literar al poeziei universale baroce și poate fi descrisă ca o poezie religioasă, dar care îmbracă un stil extravagant, cu accente erotice și caracterizat prin comparații hiperbolice, îmbinând paradoxul cu oximoronul.
De asemenea, misticismul poeților metafizici nu exclude limbajul raționalist cu efecte contrarii rațiunii.
Poezia metafizică descrie experiența vieții umane privită din perspectiva iubirii omenești raportată la iubirea divină.
Thomas Elliot caracteriza lirica metafică ca fiind o meditație intensă, sensibilă, 
dar plină de jocuri de cuvinte și, pe alocuri, fină ironie, caracteristică stilului literar englez.